# Urville, Vosges
Urville là một xã ở tỉnh Vosges, vùng Grand Est, Pháp. Xã này có diện tích 4,02 kilômét vuông dân số năm 1999 là 64 người. Xã này nằm ở khu vực có độ cao trung bình 336 m trên mực nước biển.

## Biến động dân số
| 1962                                         | 1968 | 1975 | 1982 | 1990 | 1999 |
| -------------------------------------------- | ---- | ---- | ---- | ---- | ---- |
| 78                                           | 101  | 86   | 76   | 64   | 64   |
| Số liệu từ năm 1962: Dân số không tính trùng |      |      |      |      |      |